# Fiskerton (Lincolnshire)
Fiskerton est une paroisse civile et un village du Lincolnshire, en Angleterre.